# المال الغبي
هو فيلم درامي كوميدي أمريكي قادم من إخراج كريغ غيليسبي وكتبت قصة الفلم الكاتبة لورين شوكر بلوم و ريبيكيا أنجيلو
سيتم إصدار الفيلم في 22 سبتمبر 2023، بواسطة شركة مجموعة صور سوني للصور المتحركة.

## روابط خارجية
- المال الغبي على موقع IMDb (الإنجليزية)
- المال الغبي على موقع ميتاكريتيك (الإنجليزية)
- المال الغبي على موقع روتن توميتوز (الإنجليزية)
- المال الغبي على موقع ألو سيني (الفرنسية)
- المال الغبي على موقع أول موفي (الإنجليزية)
- المال الغبي على موقع فيلمافينيتي (الإسبانية)
- المال الغبي على موقع قاعدة بيانات الأفلام السويدية (السويدية)
- المال الغبي على موقع قاعدة بيانات الفيلم (الإنجليزية)
- المال الغبي على موقع ليتربوكسد (الإنجليزية)
- المال الغبي على موقع كينوبويسك (الروسية)